# Cotton End
Cotton End är en by och civil parish i kommunen Borough of Bedford i Bedfordshire grevskap i England.  Byn är belägen 5,9 km från Bedford. Orten har 1 426 invånare (2015).